# University of California, San Diego Men's Volleyball 2013
Questa voce raccoglie le informazioni riguardanti la University of California, San Diego Men's Volleyball nella stagione 2013.

## Stagione
La stagione 2013 è l'ottava per coach Kevin Ring alla guida dei Tritons; il suo staff è composto da Paul Warren, Brett Alderman e JJ Van Niel nel ruolo di assistenti allenatori. La rosa della squadra subisce un notevole cambiamento, frutto di otto arrivi e sei partenze.
La stagione regolare si apre il 4 gennaio col successo sulla Lewis University. Dopo una serie di risultati altalenanti, che permettono ai Tritons di centrare tre vittorie nelle prime sei gare, arrivano tre sconfitte consecutive, interrotte dal ritorno al successo contro la Princeton University. Dopo questo successo, però, i Tritons non riescono ad inanellare una scia di risultati positivi, perdendo le successive quattro gare di regular season. Dopo il ritorno al successo sulla University of California, Santa Barbara inanellano una nuova serie negativa di nove sconfitte. L'ultima vittoria in regular season arriva in casa della University of Southern California e vi fanno seguito altre sei sconfitte. Con sole sette vittorie, i Tritons chiudono al tredicesimo ed ultimo posto la propria conference, terminando così la propria stagione.

## Organigramma societario
Area direttiva
- Presidente: Earl Edwards
- Manager: Tanner Howard

Area tecnica
- Allenatore: Kevin Ring
- Assistente allenatore: Paul Warren, Brett Alderman, JJ Van Niel

## Rosa
| N° | Nome             | Ruolo | Data di nascita   | Nazionalità sportiva | Anno      |
| -- | ---------------- | ----- | ----------------- | -------------------- | --------- |
| 1  | Elliott Shaw     | S     | 6 novembre 1993   | Stati Uniti          | Freshman  |
| 2  | Kevin McGinnis   | L     | 11 novembre 1992  | Stati Uniti          | Sophomore |
| 3  | Ganesh Elie      | C     | 28 dicembre 1994  | Stati Uniti          | Freshman  |
| 5  | Chase Frishman   | L     | 29 maggio 1991    | Stati Uniti          | Senior    |
| 6  | Eric Barber      | S     | 19 giugno 1992    | Stati Uniti          | Freshman  |
| 7  | Carl Eberts      | S     | 9 dicembre 1989   | Stati Uniti          | Senior    |
| 8  | Kyle Loria       | S     | 16 marzo 1994     | Stati Uniti          | Freshman  |
| 10 | Mike Brunsting   | P     | 12 giugno 1992    | Stati Uniti          | Junior    |
| 11 | Scot Metzger     | S     | 29 dicembre 1991  | Stati Uniti          | Sophomore |
| 12 | Vaun Lennon      | S     | 26 gennaio 1992   | Stati Uniti          | Junior    |
| 13 | Cheyne Hayes     | S/O   | 19 luglio 1992    | Stati Uniti          | Sophomore |
| 14 | Garrett Dempsey  | P     | 10 maggio 1993    | Stati Uniti          | Sophomore |
| 15 | Mathew Schnitzer | C     | 23 marzo 1994     | Stati Uniti          | Freshman  |
| 16 | Joel Schow       | C     | 5 febbraio 1993   | Stati Uniti          | Sophomore |
| 17 | Greg Smith       | C     | 22 aprile 1990    | Stati Uniti          | Senior    |
| 18 | Sebastian Brady  | C     | 16 settembre 1992 | Stati Uniti          | Junior    |
| 19 | Johl Awerkamp    | S/O   | 29 marzo 1991     | Stati Uniti          | Junior    |
| 20 | Nick Iorfino     | S     | 25 luglio 1992    | Stati Uniti          | Junior    |
| 22 | Josh Lake        | S/O   | 22 febbraio 1994  | Stati Uniti          | Freshman  |
| 23 | Fred Stahl       | C     | 17 maggio 1991    | Stati Uniti          | Junior    |
| 24 | Matt Laughrea    | S     | 29 marzo 1994     | Stati Uniti          | Freshman  |
| 25 | Grant Currey     | P     | 17 febbraio 1993  | Stati Uniti          | Freshman  |
| 26 | Cory Swartzbaugh | S/O   | 25 agosto 1993    | Stati Uniti          | Freshman  |

## Mercato
| Acquisti | Acquisti         | Acquisti                 | Acquisti   |
| R.       | Nome             | da                       | Modalità   |
| -------- | ---------------- | ------------------------ | ---------- |
| P        | Grant Currey     | Rocklin High School      | definitivo |
| C        | Ganesh Elie      | Homestead High School    | definitivo |
| S/O      | Josh Lake        | Poway High School        | definitivo |
| S        | Matt Laughrea    | Rocklin High School      | definitivo |
| S        | Kyle Loria       | Rocklin High School      | definitivo |
| C        | Mathew Schnitzer | Los Alamitos High School | definitivo |
| S        | Elliott Shaw     | Capistrano Valley HS     | definitivo |
| S/O      | Cory Swartzbaugh | Dana Hills High School   | definitivo |

| Cessioni | Cessioni       | Cessioni | Cessioni |
| R.       | Nome           | a        | Modalità |
| -------- | -------------- | -------- | -------- |
| S/O      | Chris Andrulis | -        | ritirato |
| S        | David Bruce    | -        | ritirato |
| S        | Justin Johnson | -        | ritirato |
| P        | Tien Le        | -        | ritirato |
| C        | Nick Sebald    | -        | ritirato |
| C        | Collin Styles  | -        | ritirato |

## Risultati

### Division I NCAA

#### Regular season

##### Girone
| 4 gennaio 2013 Thunderdome, Santa Barbara          | UC San Diego        | 3 - 2 | Lewis               | 19-25, 17-25, 32-30, 25-23, 15-12 |
| 4 gennaio 2013 Thunderdome, Santa Barbara          | UC San Diego        | 2 - 3 | UC Los Angeles      | 24-26, 19-25, 22-25, 17-25, 8-15  |
| 5 gennaio 2013 Thunderdome, Santa Barbara          | UC San Diego        | 2 - 3 | CSU Long Beach      | 25-21, 21-25, 18-25, 25-16, 12-15 |
| 10 gennaio 2013 RIMAC Arena, La Jolla              | UC San Diego        | 3 - 0 | Southern California | 25-16, 25-18, 25-15               |
| 12 gennaio 2013 RIMAC Arena, La Jolla              | UC San Diego        | 0 - 3 | Pepperdine          | 13-25, 13-25, 15-25               |
| 17 gennaio 2013 RIMAC Arena, La Jolla              | UC San Diego        | 3 - 2 | California Baptist  | 19-25, 25-17, 17-25, 25-16, 15-12 |
| 19 gennaio 2013 Smith Fieldhouse, Provo            | Brigham Young       | 3 - 0 | UC San Diego        | 25-15, 25-19, 25-23               |
| 25 gennaio 2013 RIMAC Arena, La Jolla              | UC San Diego        | 0 - 3 | CSU Northridge      | 23-25, 25-27, 20-25               |
| 26 gennaio 2013 RIMAC Arena, La Jolla              | UC San Diego        | 1 - 3 | CSU Long Beach      | 17-25, 17-25, 25-17, 20-25        |
| 30 gennaio 2013 RIMAC Arena, La Jolla              | UC San Diego        | 3 - 1 | Princeton           | 25-23, 25-22, 21-25, 25-19        |
| 1 febbraio 2013 Robertson Gymnasium, Santa Barbara | UC Santa Barbara    | 3 - 1 | UC San Diego        | 28-26, 23-25, 27-25, 25-19        |
| 2 febbraio 2013 Pauley Pavilion, Los Angeles       | UC Los Angeles      | 3 - 0 | UC San Diego        | 25-10, 33-31, 25-22               |
| 8 febbraio 2013 Alex G. Spanos Center, Stockton    | Pacific             | 3 - 1 | UC San Diego        | 25-22, 17-25, 26-24, 25-17        |
| 9 febbraio 2013 Maples Pavilion, Stanford          | Stanford            | 3 - 0 | UC San Diego        | 25-22, 25-22, 25-23               |
| 15 febbraio 2013 RIMAC Arena, La Jolla             | UC San Diego        | 3 - 0 | UC Santa Barbara    | 25-20, 25-17, 25-20               |
| 16 febbraio 2013 RIMAC Arena, La Jolla             | UC San Diego        | 1 - 3 | UC Irvine           | 20-25, 19-25, 21-25, 22-25        |
| 22 febbraio 2013 Darling Pavilion, Fullerton       | Hope International  | 0 - 3 | UC San Diego        | 22-25, 20-25, 23-25               |
| 1 marzo 2013 Van Dyne Gym, Riverside               | California Baptist  | 3 - 0 | UC San Diego        | 25-22, 25-15, 25-21               |
| 2 marzo 2013 RIMAC Arena, La Jolla                 | UC San Diego        | 0 - 3 | Brigham Young       | 20-25, 25-27, 15-25               |
| 2 marzo 2013 RIMAC Arena, La Jolla                 | UC San Diego        | 0 - 3 | Brigham Young       | 20-25, 25-27, 15-25               |
| 6 marzo 2013 Walter Pyramid, Long Beach            | CSU Long Beach      | 3 - 0 | UC San Diego        | 25-15, 28-26, 25-20               |
| 8 marzo 2013 The Matadome, Los Angeles             | CSU Northridge      | 3 - 0 | UC San Diego        | 25-20, 25-16, 25-21               |
| 15 marzo 2013 Firestone Fieldhouse, Malibù         | Pepperdine          | 3 - 0 | UC San Diego        | 25-17, 25-21, 25-18               |
| 16 marzo 2013 Lyon Center, Los Angeles             | Southern California | 2 - 3 | UC San Diego        | 25-23, 23-25, 25-22, 20-25, 12-15 |
| 29 marzo 2013 RIMAC Arena, La Jolla                | UC San Diego        | 0 - 3 | UC Los Angeles      | 20-25, 18-25, 20-25               |
| 31 marzo 2013 Bren Center, Irvine                  | UC Irvine           | 3 - 2 | UC San Diego        | 23-25, 21-25, 25-13, 25-21, 15-10 |
| 5 aprile 2013 RIMAC Arena, La Jolla                | UC San Diego        | 2 - 3 | Pacific             | 25-17, 19-25, 36-34, 24-26, 9-15  |
| 6 aprile 2013 RIMAC Arena, La Jolla                | UC San Diego        | 0 - 3 | Stanford            | 20-25, 25-27, 24-26               |
| 12 aprile 2013 RIMAC Arena, La Jolla               | UC San Diego        | 1 - 3 | Hawaii              | 20-25, 25-15, 21-25, 23-25        |
| 13 aprile 2013 RIMAC Arena, La Jolla               | UC San Diego        | 2 - 3 | Hawaii              | 27-25, 24-26, 25-19, 21-25, 11-15 |

## Statistiche

### Statistiche di squadra
| Competizione    | Punti | In casa | In casa | In casa | In trasferta | In trasferta | In trasferta | Campo neutro | Campo neutro | Campo neutro | Totale | Totale | Totale |
| Competizione    | Punti | G       | V       | P       | G            | V            | P            | G            | V            | P            | G      | V      | P      |
| --------------- | ----- | ------- | ------- | ------- | ------------ | ------------ | ------------ | ------------ | ------------ | ------------ | ------ | ------ | ------ |
| NCAA Division I | .203  | 14      | 4       | 10      | 12           | 2            | 10           | 3            | 1            | 2            | 29     | 7      | 22     |
| Totale          | .203  | 14      | 4       | 10      | 12           | 2            | 10           | 3            | 1            | 2            | 29     | 7      | 22     |

G = partite giocate; V = partite vinte; P = partite perse

### Statistiche dei giocatori
| Giocatore      | Division I NCAA | Division I NCAA | Division I NCAA | Division I NCAA | Division I NCAA | Totale | Totale | Totale | Totale | Totale |
| Giocatore      | P               | PT              | AV              | MV              | BV              | P      | PT     | AV     | MV     | BV     |
| -------------- | --------------- | --------------- | --------------- | --------------- | --------------- | ------ | ------ | ------ | ------ | ------ |
| J. Awerkamp    | 4               | 59.5            | 56              | 2.5             | 1               | 4      | 59.5   | 56     | 2.5    | 1      |
| E. Barber      | 0               | 0               | 0               | 0               | 0               | 0      | 0      | 0      | 0      | 0      |
| S. Brady       | 27              | 182.5           | 130             | 48.5            | 4               | 27     | 182.5  | 130    | 48.5   | 4      |
| M. Brunsting   | 28              | 89.5            | 44              | 24.5            | 21              | 28     | 89.5   | 44     | 24.5   | 21     |
| G. Currey      | 6               | 0               | 0               | 0               | 0               | 6      | 0      | 0      | 0      | 0      |
| G. Dempsey     | 24              | 10              | 5               | 3               | 2               | 24     | 10     | 5      | 3      | 2      |
| C. Eberts      | 29              | 337             | 294             | 30              | 13              | 29     | 337    | 294    | 30     | 13     |
| C. Frishman    | 28              | 2               | 2               | 0               | 0               | 28     | 2      | 2      | 0      | 0      |
| C. Hayes       | 28              | 246.5           | 199             | 31.5            | 16              | 28     | 246.5  | 199    | 31.5   | 16     |
| N. Iorfino     | 28              | 206.5           | 185             | 15.5            | 6               | 28     | 206.5  | 185    | 15.5   | 6      |
| J. Lake        | 18              | 3.5             | 2               | 0.5             | 1               | 18     | 3.5    | 2      | 0.5    | 1      |
| V. Lennon      | 23              | 193             | 169             | 12              | 12              | 23     | 193    | 169    | 12     | 12     |
| K. McGinnis    | 10              | 0               | 0               | 0               | 0               | 10     | 0      | 0      | 0      | 0      |
| S. Metzger     | 0               | 0               | 0               | 0               | 0               | 0      | 0      | 0      | 0      | 0      |
| J. Schow       | 4               | 2.5             | 1               | 1.5             | 0               | 4      | 2.5    | 1      | 1.5    | 0      |
| E. Shaw        | 3               | 1               | 1               | 0               | 0               | 3      | 1      | 1      | 0      | 0      |
| G. Smith       | 20              | 123             | 99              | 22              | 2               | 20     | 123    | 99     | 22     | 2      |
| F. Stahl       | 24              | 125.5           | 77              | 40.5            | 8               | 24     | 125.5  | 77     | 40.5   | 8      |
| C. Swartzbaugh | 10              | 12              | 10              | 2               | 0               | 10     | 12     | 10     | 2      | 0      |

P = presenze; PT = punti totali; AV = attacchi vincenti; MV = muri vincenti; BV = battute vincenti

NB: I muri singoli valgono una unità di punto, mentre i muri doppi e tripli valgono mezza unità di punto; anche i giocatori nel ruolo di libero sono impegnati al servizio

## Premi individuali
Nessuno dei Tritons ha ricevuto riconoscimenti individuali.